# Nerinides unidentata
Nerinides unidentata är en ringmaskart som beskrevs av Francis Day 1973. Nerinides unidentata ingår i släktet Nerinides och familjen Spionidae. Inga underarter finns listade i Catalogue of Life.